# Fútbol de mesa

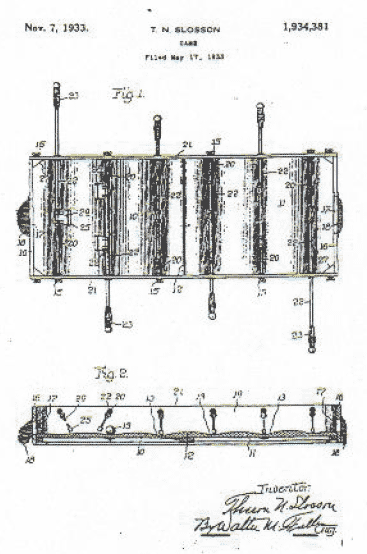
Dibujos de la patente estadounidense de 1933 del Fútbol de mesa.

El fútbol de mesa, también conocido como  futbolín, futbolito, metegol, fulbito, futmesa, taca-taca, fulbatin, tacatocó, futillo,  fulbacho x, canchitas, tiragol o fulbote es un juego de mesa basado en el fútbol. Se juega sobre una mesa especial sobre la cual ejes transversales con palancas con forma de jugador son girados por los jugadores para golpear una pelota.
La versión española, llamada "futbolín", tiene algunas diferencias.

## Orígenes
Aunque existían patentes de juegos similares en la década de 1880-1890 en España el juego tal y como lo conocemos hoy en día fue inventado por Harold Thornton en 1921 en el Reino Unido, y patentado en 1923 (UK patent no. 205,991 solicitud datada el 14 de octubre de 1921 y aceptada el 1 de noviembre de 1923).[cita requerida]
Una versión española fue inventada en 1937 por un finisterrano llamado Alejandro Finisterre mientras permanecía en un hospital de Madrid.[cita requerida]
Mientras que el fútbol de mesa internacional tiene jugadores con las piernas juntas, esta nueva versión española tiene las piernas separadas, aunque en España se practican los dos juegos.
Fútbol de mesa de una pierna:
Este fútbol de mesa fue inventado en algún lugar de España, sobre 1890,  En Suiza, la primera patente fue en 1933, al igual que en Estados Unidos; en Inglaterra fue en 1913.[cita requerida]

### Actualidad
Actualmente el fútbol de mesa tiene barras de titanio, muñecos metálicos o de goma y marcador electrónico o manual.
La Federación Internacional o ITSF utiliza cinco tipos diferentes de mesas oficiales para futbolín:[cita requerida]
- Bonzini de "baby foot" francés.
- Fireball de Qingdao Rock-It Sports "China".
- Roberto-Sport "italiano", es la segunda mesa oficial de la Federación Española o FEFM.
- Garlando "italiano".
- Leonhart de Fußball "alemán". (Desde el día 24/02/2011 es la mesa oficial de la Federación Española o FEFM )

El futbolín de dos piernas no se utiliza en competencias internacionales aunque la Federación Española de Futbolín FEFM puede presentar uno internacionalmente.[cita requerida]

## El juego

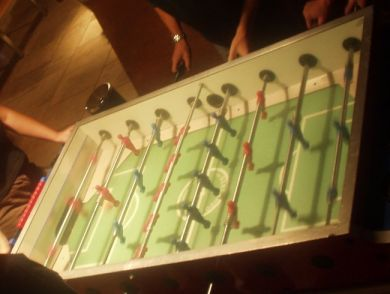
Un football estilo Garlando durante un partido.

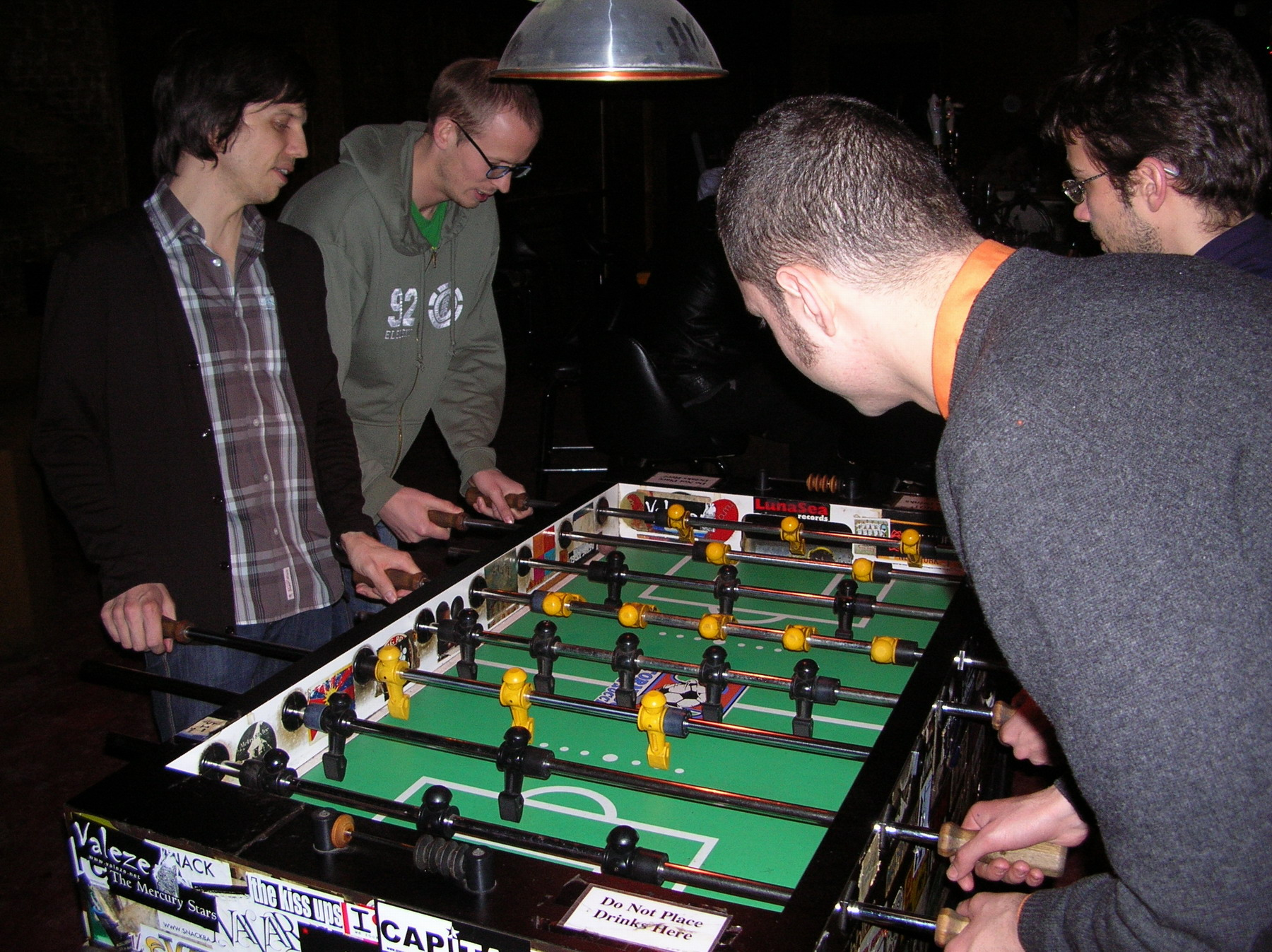
Jóvenes jugando al fútbol de mesa en Nueva York.

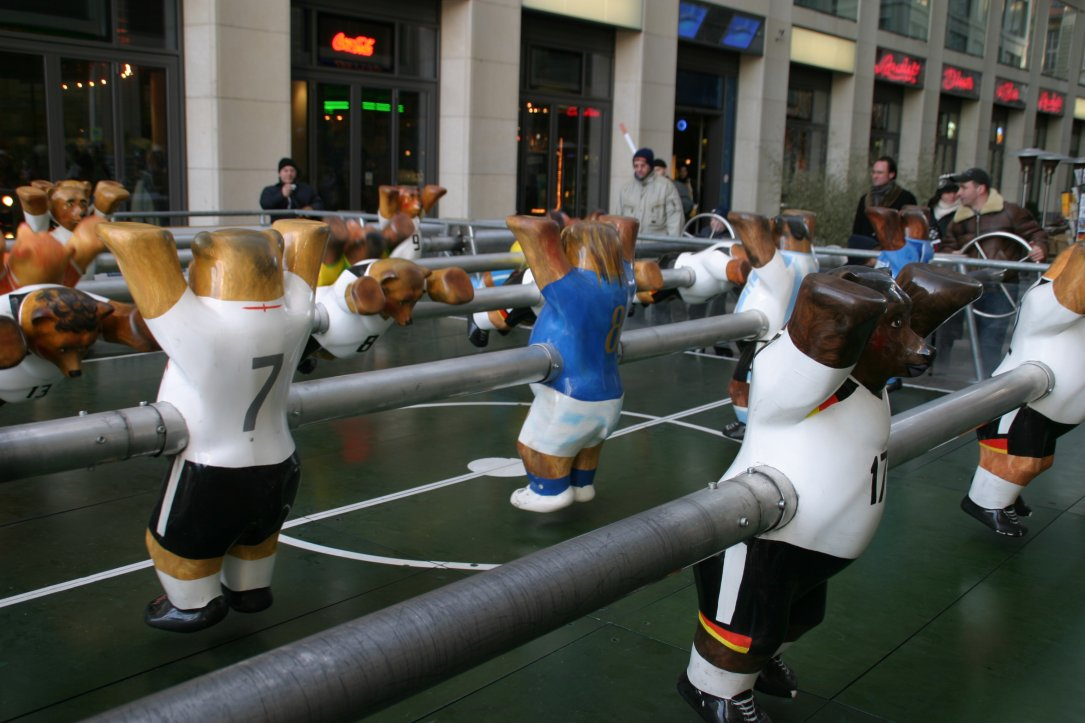
El fútbol de mesa más grande del mundo fue instalado en Berlín antes del Mundial de Fútbol de 2006, con osos Buddy de 1 metro de altura como jugadores.

Los jugadores tratan de utilizar los muñecos montados en barras rotantes para golpear la bola hacia la meta del contrincante. La bola del fútbol de mesa puede alcanzar velocidades de hasta 120 km/h en competición. La mayoría del tiempo se hace difícil incluso ver la bola, puesto que no parece más que una imagen borrosa. El deporte requiere reflejos rápidos con un tacto delicado usando las habilidades, el control y el conocimiento finos del jugador.
En el fútbol de mesa es fundamental saber «lanzar» la bola o no perder el control de la misma cuando ésta se está moviendo. Cuando el jugador, atravesado con una barra, tiene posesión de la misma, la tiene que pasar al resto de compañeros y así poder «tirar a puerta».
El campeón en el fútbol de mesa se determina cuando un equipo anota un número predeterminado de goles, por ejemplo 7 o 9. En la competición, se cuenta cada bola que entra en la portería, no así si los jugadores del equipo que anotaba rompiera una regla durante el juego. En los grandes acontecimientos hay árbitros que determinan las infracciones y penaltis.

### Disposición de los jugadores
Cada equipo de 1 o 2 jugadores humanos controla 4 filas de jugadores de futbolín.
Los jugadores pueden terminar en una única protuberancia (futbolín de una pierna o internacional) o tener las piernas abiertas (futbolín de dos piernas o nacional).
Una mesa de dos piernas puede variar de tamaño, pero mide típicamente sobre 1,22 metros de largo por 0,61 metros de ancho. La mesa tiene generalmente 8 filas de jugadores, que son de plástico, metal, madera, o a veces de fibra de carbono, montados en barras metálicas horizontales.
El orden oficial de los jugadores es estándar.
En la distribución oficial internacionalmente de izquierda a derecha en un lado de la mesa, se observa:
| Fila 1 | Nuestro portero                      | 1 jugador   | *       |
| Fila 2 | Nuestra defensa                      | 3 jugadores | * * *   |
| Fila 3 | Ataque del equipo contrario          | 3 jugadores | * * *   |
| Fila 4 | Nuestros centrocampistas             | 4 jugadores | * * * * |
| Fila 5 | Centrocampistas del equipo contrario | 4 jugadores | * * * * |
| Fila 6 | Nuestros delanteros                  | 3 jugadores | * * *   |
| Fila 7 | Defensa del equipo contrario         | 3 jugadores | * * *   |
| Fila 8 | Portero del equipo contrario         | 1 jugador   | *       |

Los muñecos se pueden cambiar de sus posiciones, y eso hace que se puedan encontrar en diversas posiciones como 1-2-5-3 o de otras maneras, según el lugar las personas han decidido jugar de una forma u otra.
La Federación Internacional de fútbol de mesa denominada ITSF (International Table Soccer Federation, Federación Internacional de fútbol de mesa en español) fue creada en agosto de 2002 para reunir a todas ellas, así como para llevar a cabo campeonatos mundiales.
El fútbol de mesa es jugado a menudo como diversión en pubs, bares, lugares de trabajo, colegios y clubes con unas pocas reglas. Las reglas oficiales de la FEFM incluyen a menudo la prohibición de girar un jugador, por lo que la mano se debe mantener en contacto continuo con la empuñadura.

### Tipos de fútbol de mesa

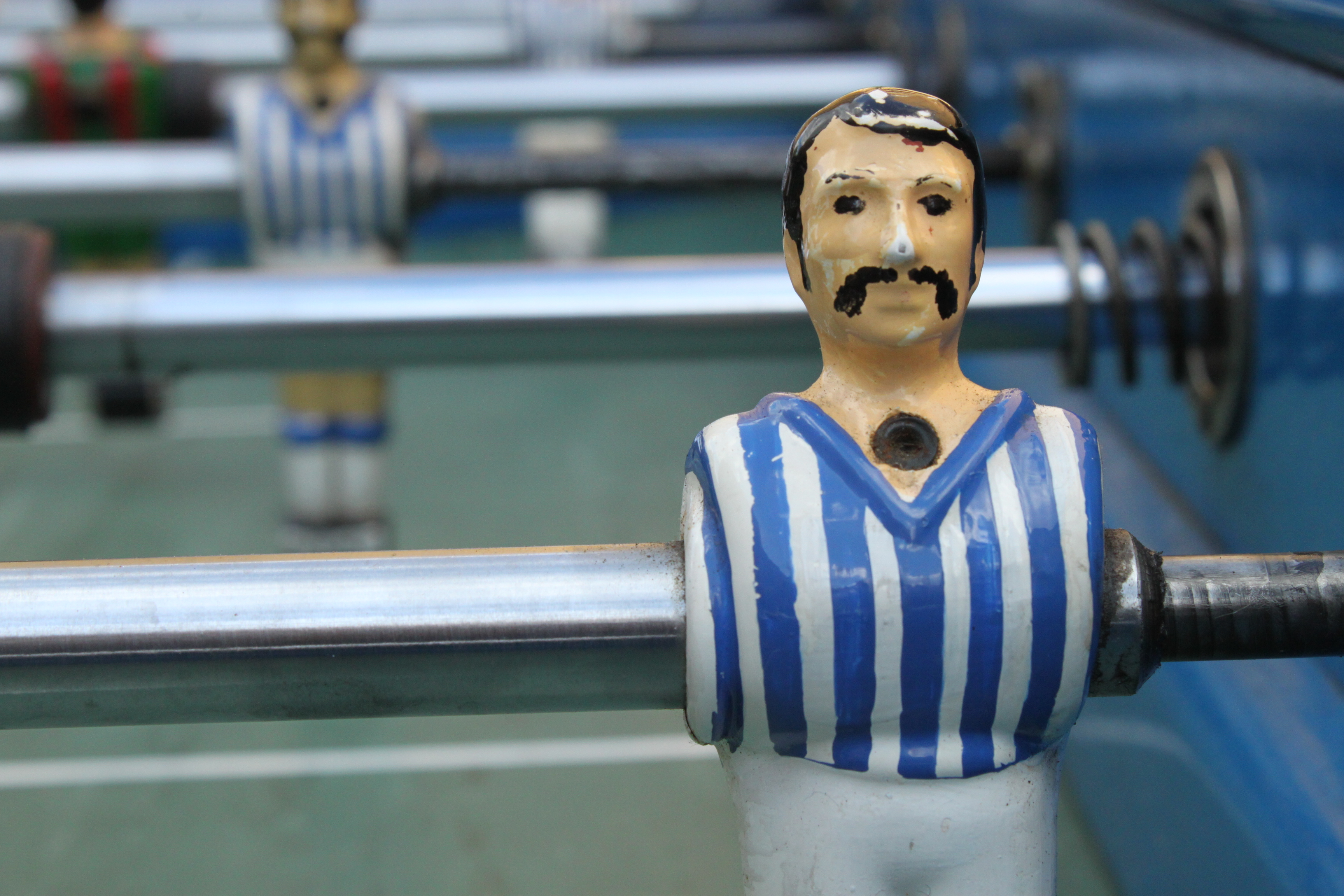
Acercamiento del jugador de un fútbol de mesa en Grecia.

Existe un gran número de mesas diferentes. Los usados en las giras mundiales y torneos oficiales de la ITSF son Bonzini de "baby foot" francés, Tornado de "estilo americano", Roberto-Sport de "estilo italiano", Tecball de "estilo alemán" y Eurosoccer de "estilo belga". Entre otras marcas importantes se incluyen Futbolín Córdoba (Billares Córdoba), Kicker, Garlando, Löwen-Soccer, Warrior, Lehmacher, Leonhart y muchas más. También existe un fútbol de mesa de 7 metros de largo creado por el artista Maurizio Cattelan para una obra llamada Stadium. Se necesitan 11 jugadores por cada lado.
La estrategia en el fútbol de mesa varía enormemente. Con equipos de un jugador cada uno, es imposible que cada persona controle las cuatro filas de futbolistas simultáneamente. Algunos jugadores ponen la mano izquierda siempre en la empuñadura de la barra del portero o en la defensa y mueven la mano derecha entre las otras tres filas. Los jugadores más agresivos pueden realizar un ataque con las manos en el centro del campo y en los delanteros, dejando el portero sin tocar.
Con práctica, es posible aprender rápidamente jugadas, como "la culebra", "pase-tiro", y "globito". El pase-tiro es cuando se coloca la bola cerca del arco del rival y se recibe con los delanteros, o simplemente se hace un "uno-dos", consistente en dar el pase y de primera pegarle al arco rival. La culebra y el globito, ambas involucran pasar la bola sea en forma zig-zag o levantando la bola hacia un delantero tuyo, de esta manera puedes disparar hacia cualquier dirección.

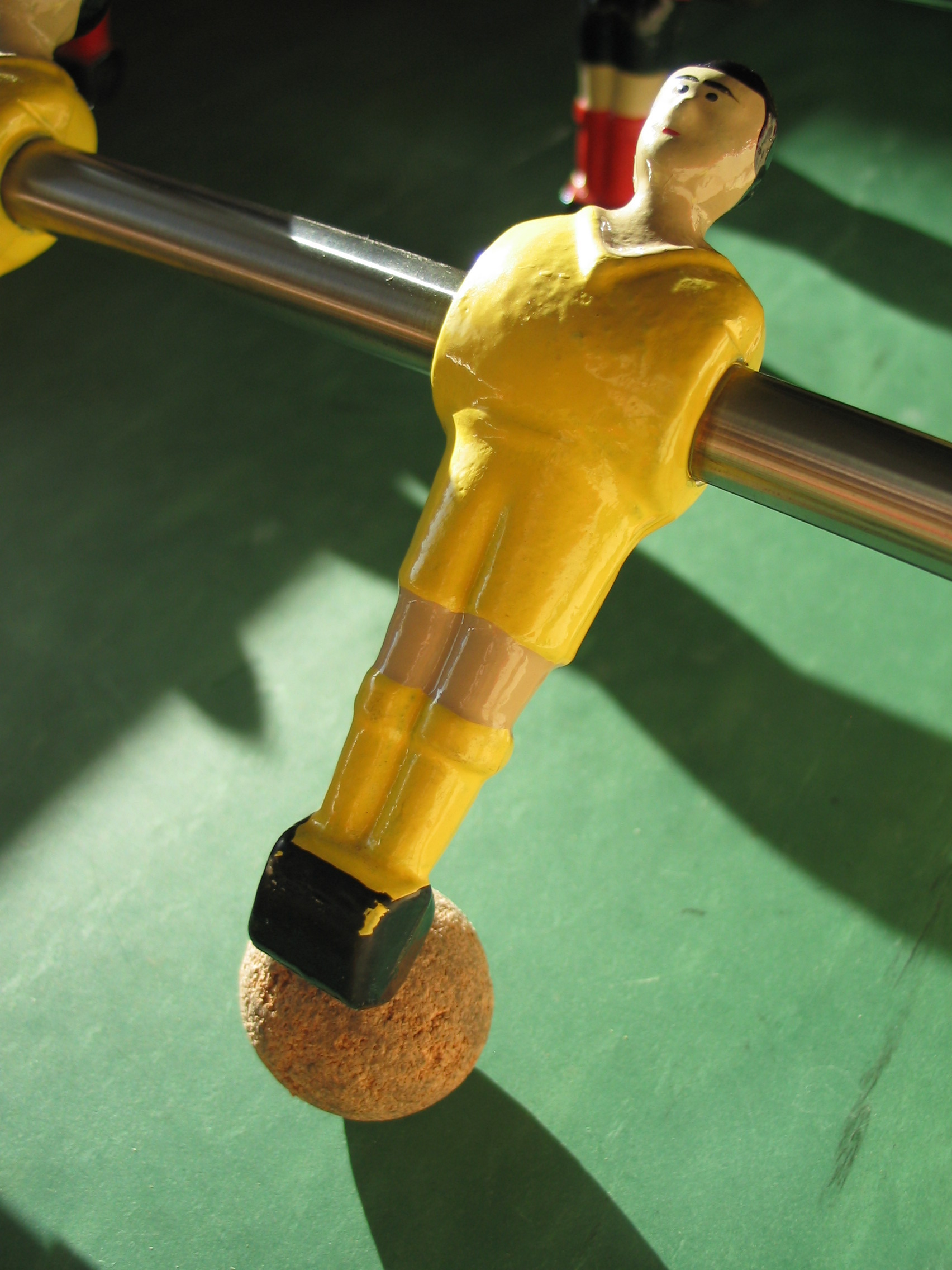
Control de la pelota.

## Campeonatos

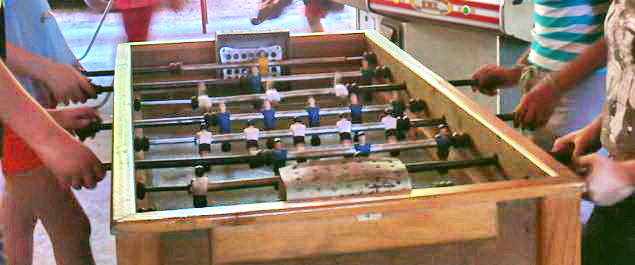
Jóvenes jugando fútbol de mesa en una mesa pública en Chile.

En el mundo existe el mundial de fútbol de mesa, el último de los cuales se celebró en junio y julio de 2022 en Nantes, Francia, bajo la ITSF.
El ranking mundial general en el que se engloban tanto hombres como mujeres, por países, de fútbol de mesa en 2022, en los primeros 10 puestos es:
| Posición | País            | Puntuación   |
| 1        | España          | 100.245 pts. |
| 2        | Alemania        | 22.803 pts.  |
| 3        | Estados Unidos  | 17.633 pts.  |
| 4        | República Checa | 15.036 pts.  |
| 5        | Francia         | 14.695 pts.  |
| 6        | Países Bajos    | 14.146 pts.  |
| 7        | Austria         | 12.732 pts.  |
| 8        | Bélgica         | 11.717 pts.  |
| 9        | Hungría         | 10.130 pts.  |
| 10       | Dinamarca       | 9.806 pts.   |

### En Costa Rica
En Costa Rica hay una extensa base de jugadores y es una actividad de mucha difusión entre gente de todas las edades, es común encontrar fútbol de mesa en escuelas y universidades, así como en gran cantidad de clubes, bares y en los hogares.
Torneos
Solo en la ciudad de San José pueden realizarse de 2 a 3 eventos por semana, entre los que puedes encontrar: Torneos en Parejas, Ranking Individual, Ligas de Bares, etc.
En julio de 2011, se realizó el International Costa Rica 2011, primer torneo amparado por ITSF. Organizado por Futbolmesa.com y ADPROFUMECO, el cual tuvo una asistencia de alrededor de 150 jugadores de distintos países.

### En España
España participa oficialmente en campeonatos de la ITSF desde 2007.
En agosto de 2007 se ha creado la Federación Española de Fútbol de Mesa (F.E.F.M.), creada desde la Asociación Española de Fútbol de Mesa (AEFM), en verano del año 2008 comenzó el primer campeonato nacional en España del que salió la selección española de fútbol de mesa, que representó en el Mundial de 2009.
Anteriormente había varios campeonatos estatales en España, aunque de futbolines no oficiales, se podían destacar los siguientes por su número de participantes, donde podían asistir más de 200 personas.
- Campeonato Regional de Barcelona en San Cugat del Vallés, en Futbolín Cal Sebas. Se llevan jugadas tres ediciones con miras hacia la cuarta con la mayor afluencia de público de la provincia, modalidad parado.
- El llamado Campeonato Mundial de Futbolín en Punta Umbría (Huelva), donde participan amateurs individuales que se registren allí, se suele celebrar a finales del mes de agosto.
- Campeonato de Futbolín de Almazora (Castellón), se suele celebrar sobre la tercera semana de agosto, modalidad movimiento. También hay campeonato femenino.
- Master de Rábade (Lugo), siempre en Semana Santa.
- Torneo de Futbolín en Palencia, en diciembre.
- Torneo San Antolín de Futbolín, 2 de septiembre (Palencia).
- Masters de la Tertulia

### En Ecuador
En Ecuador,
- Torneo de Fútbol de mesa en Quito, en febrero.
- Torneo de Fútbol de mesa en el Mall del Sur en Guayaquil, en julio.

### En Guatemala
En Guatemala, es llamado futillo y es muy común encontrar mesas de juego compartiendo espacio con las videojuegos (arcades) en las ferias patronales itinerantes de todas las poblaciones del país,. Además de que la mesas son importantes en clubes y lugares de esparcimiento compartiendo espacio con mesas de billar y tenis de mesa, y en donde se organizan campeonatos cortos con reglas simples.

### En Perú
En el Perú, antes era una tradición encontrar estos juegos en los billares de la ciudad, pero sobre todo en las plazas y/o parques de la ciudad y en cualquier esquina de «barrio», donde también se hacían campeonatos.  A partir del 2012, la Asociación Peruana de Fútbol de Mesa - APFM insertó al Perú en el ámbito profesional de la ITSF (International Table Soccer Federation), y es así que ya se tiene dos participaciones en los mundiales de Torino, Italia 2015 y el último en Hamburgo, Alemania 2017 quedando muy bien posicionados en el juego y ranking mundial; esta asociación a través de su presidente Alexander Cuba ha realizado numerosos torneos anuales de fútbol de mesa nacionales y los oficiales ITSF, lo que les ha permitido clasificar a sus jugadores a los distintos eventos mundiales por rankings en diversas categorías.
En este 2017 se realizó la primera Copa América ITSF de esta disciplina en nuestro continente resultando el Perú como el primer campeón de la historia de la Confederación ITSF South America, que engloba actualmente a los siguientes países: Argentina, Bolivia, Brasil, Chile, Colombia, Costa Rica, Perú y Uruguay. La asociación está en pleno trabajo y desarrollo para hacer que se reconozca el fútbol de mesa como deporte, ya que la ITSF actualmente está con el status de observador del GAISF ( Asociación Mundial de Federaciones Deportivas Internacionales ), lo que es el paso preliminar al nivel en villa señor de los milagros carmen de la legua es un sitio donde se practica el buen juego..donde los hay buenos competidores y semilleros.

## Robots
Existe un robot, diseñado para jugar al fútbol de mesa por investigadores de la Universidad de Friburgo, que es capaz de ganar al 85 por ciento de los jugadores corrientes. Utiliza una cámara situada debajo de una tabla transparente, que hace de base de la mesa, que localiza la posición de la bola 50 veces por segundo y envía los datos a un ordenador, preprogramado con conocimientos de la dinámica de la bola, que calcula si los oponentes pueden bloquear algunas de las direcciones. Actualmente, un jugador experto puede batir al robot en una proporción de 10 partidos a 1. La Universidad de Friburgo ha cedido la patente a una compañía de juguetes que espera fabricar una versión más consistente, al precio de 20.000 euros, que se comercializará a partir de 2005.

## Nombre en otros idiomas
| País / Región              | Idioma     | Nombre                                                                                               |
| -------------------------- | ---------- | --- |
| Alemania                   | alemán     | Tischfußball; Kicker; Krökeln (regional en el norte de Alemania)                                     |
| Argentina                  | español    | metegol                                                                                              |
| Australia, Canadá, EE. UU. | inglés     | table soccer; tabletop soccer; foosball                                                              |
| Austria                    | alemán     | Tischfußball; Wuzzeln                                                                                |
| Bolivia                    | español    | futbolín; canchitas                                                                                  |
| Bosnia y Herzegovina       | bosnio     | karambol                                                                                             |
| Brasil                     | portugués  | pebolim, pimbolim (ambos regionales); totó (regional); fla-flu (Río Grande del Sur); futebol de mesa |
| Bulgaria                   | búlgaro    | джага; джаги                                                                                         |
| Bélgica                    | neerlandés | kicker, sjotter                                                                                      |
| Cataluña                   | catalán    | futbolí                                                                                              |
| Colombia                   | español    | futbolín, futbolmesa                                                                                 |
| Corea                      | coreano    | 테이블 풋볼                                                                                          |
| Costa Rica                 | español    | futbolín, futbolmesa                                                                                 |
| China                      | chino      | 桌上足球                                                                                             |
| Chile                      | español    | taca-taca                                                                                            |
| Croacia                    | croata     | karambol; stolni nogomet                                                                             |
| Dinamarca                  | danés      | bordfodbold                                                                                          |
| Ecuador                    | español    | futbolín; futbolito                                                                                  |
| El Salvador                | español    | futbolito                                                                                            |
| Eslovaquia                 | eslovaco   | stolný futbal                                                                                        |
| Estonia                    | estonio    | lauajalgpall                                                                                         |
| España                     | español    | futbolín; fútbol de mesa                                                                             |
| Finlandia                  | finés      | pöytäjalkapallo                                                                                      |
| Francia                    | francés    | baby-foot                                                                                            |
| Galicia                    | gallego    | tralla brava; futbolín; fubolo; matraquiño; furabolas; ferriños                                      |
| Grecia                     | griego     | Ποδοσφαιράκι                                                                                         |
| Guatemala                  | español    | futillo                                                                                              |
| Honduras                   | español    | futbolito                                                                                            |
| Hungría                    | húngaro    | csocsó                                                                                               |
| Indonesia                  | indonesio  | sepak bola meja                                                                                      |
| Irán                       | persa      | Futbal-Dasti                                                                                         |
| Italia                     | italiano   | calcio balilla; biliardino                                                                           |
| Japón                      | japonés    | テーブル・フットボール                                                                               |
| México                     | español    | futbolito                                                                                            |
| País Vasco                 | euskera    | mahai-futbol                                                                                         |
| Países Bajos               | neerlandés | tafelvoetbal                                                                                         |
| Perú                       | español    | fulbito de mesa o fulbito de mano, fútbol de mesa, futbolín; futbolito                               |
| Polonia                    | polaco     | piłkarzyki                                                                                           |
| Portugal                   | portugués  | matraquilhos; matrecos; futebol de mesa                                                              |
| Reino Unido                | inglés     | table football; tabletop football; foosball                                                          |
| República Checa            | checo      | fotbálek                                                                                             |
| Rumania                    | rumano     | foosball; fusbal; fotbal de masă                                                                     |
| Rusia                      | ruso       | Кикер                                                                                                |
| Serbia                     | serbio     | karambol; stoni fudbal                                                                               |
| Suecia                     | sueco      | bordsfotboll                                                                                         |
| Suiza                      | alemán     | Töggele; Jöggele                                                                                     |
| Suiza                      | italiano   | fotbalino (en el Cantón Tesino)                                                                      |
| Tailandia                  | tailandés  | ฟุตบอลโต๊ะ                                                                                             |
| Turquía                    | turco      | langirt                                                                                              |
| Ucrania                    | ucraniano  | Кікер                                                                                                |
| Uruguay                    | español    | futbolito                                                                                            |
| Venezuela                  | español    | futbolín, futbolito o fútbol de mesa                                                                 |